# Marina Lažskaja
Marina Lažskaja, coniugata Denisova (in russo Марина Лажская-Денисова?; 20 marzo 1978), è un'ex fondista russa.

## Biografia
In Coppa del Mondo debuttò il 28 novembre 1998 a Muonio (23ª) e ottenne l'unico podio il 27 marzo 1988 a Rovaniemi (3ª).
In carriera prese parte a un'edizione dei Campionati mondiali, Val di Fiemme 2003 (21ª nella 15 km il miglior risultato).

## Palmarès

### Mondiali juniores
- 1 medaglia:
  - 1 argento (15 km a Pontresina 1998)

### Coppa del Mondo
- Miglior piazzamento in classifica generale: 59ª nel 1999
- 1 podio (a squadre[1]):
  - 1 terzo posto